# 南湖 (武汉市)
武汉南湖位于中国湖北省武汉市，因位于武昌之南而得名，是因河流淤塞形成的淡水湖。古时南湖水域辽阔，与长江连通。明代以后因为淤积和围湖造田等原因逐渐缩小。在武汉近几十年的发展中，填湖开发房地产项目成为风潮，近些年才停止。
南湖的水源主要来自东部山丘溪流来水，西经巡司河通过武泰闸至鲶鱼套注入长江。湖区多低山丘陵，北、东、南三面环山。
南湖属于长江区，一级流域为长江流域，二级流域为长江干流水系。

## 周边
南湖周边分布着众多居民区、大学与其他单位。
大学有中南财经政法大学、中南民族大学、华中农业大学、湖北工业大学（由于填湖，距离现在的湖岸线有四公里）、武汉理工大学（同上，有一小段距离）。

## 环湖绿道的建设
武汉市水投集团负责南湖环湖绿道的建设，但由于周边小区（比如南湖玫瑰湾、水蓝郡）和单位已经占用了湖滨，项目推进困难。